# Лет во место
„Лет во место” је југословенски и македонски ТВ филм из 1984. године. Режирао га је Слободан Унковски а сценарио је написао Горан Стефановски.

## Улоге
| Глумац            | Улога      |
| ----------------- | ---------- |
| Ненад Стојановски | Михајло    |
| Благоја Чоревски  | Евто       |
| Нада Гешовска     | Султана    |
| Кирил Ристоски    | Киро       |
| Гоце Тодоровски   | Ангеле     |
| Аце Ђорчев        | Кајмакамот |
| Љупчо Петрушевски | Остоик     |
| Мими Таневска     | Рајна      |
| Душан Костовски   | Поп Велков |

Остале улоге  ▼
| Глумац               | Улога      |
| -------------------- | ---------- |
| Мехди Бајрактари     | Панајотис  |
| Лилјана Велјанова    | Елена      |
| Симеон Мони Дамевски | Гаврил     |
| Мирче Доневски       | Арамијата  |
| Владимир Талевски    | Зографот 1 |
| Ванчо Петрушевски    | Зографот 2 |